# Arthur Henry Williams
Pour les articles homonymes, voir Arthur Williams et Williams.
Arthur Henry Williams (4 décembre 1894-4 octobre 1968) est un homme politique canadien de l'Ontario. Il est député fédéral social-démocrate (CCF) de la circonscription ontarienne d'Ontario de 1948 à 1949.
Il est aussi député provincial social-démocrate (CCF) de la circonscription ontarienne d'Ontario de 1943 à 1945.

## Biographie
Né dans le Tredegar dans le Pays de Galles, Williams émigre avec sa femme au Canada en 1929. S'établissant à East York en banlieue de Toronto, il sert comme président de la East York Workers' Association qui est une association de travailleur sans emploi créée en 1931 pendant la Grande Dépression.

## Politique

### East York
À la fin de 1933, Williams est élu pour un mandat d'un an comme conseiller d'East York. Durant l'année 1934, il se présente comme candidat du CCF ontarien, mais termine en troisième place. Lors des élections fédérales de 1935, il tente sa chance dans York-Est et termine en troisième position.
En décembre 1935, il est élu maire (reeve) d'East York.

### Politique provinciale
Durant la convention sociale-démocrate (CCF) de 1936, utilise la méthode du filibuster pour obstruer la création d'un Front unique entre le CCF avec le Parti communiste du Canada. Cette obstruction lui vaut une menace d'expulsion du CCF.
Élu en 1943, il siège comme député pendant deux ans et est défait lors des élections de 1945 (en).

### Politique fédérale
Élu lors d'une élection partielle en 1948, il est défait lors du scrutin de 1949.

## Après la politique
Actif au sein du Congrès canadien du travail, il milite pour faire reconnaître le CCF comme bras politique des travaillistes.
William meurt à Pickering en Ontario en 1968 et est inhumé au Erskine Cemetery.